# Manuel Idígoras Aspiazu
Manuel Idígoras Aspiazu   (Sevilla, 1 de gener de 1940 - Sevilla, 22 de febrer de 2019) fou un futbolista andalús de la dècada de 1960.

## Trajectòria
Va néixer a Sevilla, de pares bascos. Jugava de davanter centre. Es formà al futbol base del Sevilla FC, d'on passà al primer equip del club andalús. Mentre estava fent el servei militar, fou traspassat al RCD Espanyol, que en aquella temporada, la 1962-63, estava jugant a Segona Divisió. En aquesta primera temporada al club blanc-i-blau, fou l'autor del gol que donà l'ascens del club a Primera, en el partit de desempat de la promoció disputada a l'estadi Santiago Bernabéu davant el RCD Mallorca. En total diputà 71 partits de lliga en els quals marcà 11 gols durant quatre temporades al club. A més jugà dos partits a la Copa de Fires. L'any 1966 fitxà pel Deportivo de La Coruña a primera divisió, i descendint a final de temporada. La següent temporada ingressà a la UE Llevant, descendint a Tercera Divisió a final de la mateixa.